# Shō Sasaki
Shō Sasaki (jap. 佐々木翔 Sasaki Shō; ur. 30 czerwca 1982 w Kamiiso na Hokkaido) – japoński badmintonista. Reprezentant Japonii na Igrzyskach Azjatyckich w 2002, 2006, 2010 i 2014 roku. Członek reprezentacji Japonii na Letnich Igrzyskach Olimpijskich w 2012 w Londynie i 2016 w Rio de Janeiro.

## Kariera
W 2007 roku zwyciężył w Mistrzostwach Japonii w grze pojedynczej oraz w 7 międzynarodowych turniejach: Bahrain International, Romanian International, Osaka International, Israel International, Mauritius International, Victorian International i Italian International. Na Letnich Igrzyskach Olimpijskich 2012 dotarł do ćwierćfinału gry pojedynczej mężczyzn, gdzie przegrał z Lin Danem. W styczniu 2017 zakończył karierę.